# Divisions
Divisions (a veces estilizado como DIVISIONS) —en español: Divisiones— es el tercer álbum de la banda estadounidense de Rock Alternativo Starset, fue lanzado el 13 de septiembre de 2019 y siendo su primer lanzamiento en Fearless Records desde que se fue con Razor & Tie.

## Lista de canciones
| N.º | Título                          | Duración |  |
| 1.  | «A Brief History of the Future» | 1:38     |  |
| 2.  | «Manifest»                      | 4:27     |  |
| 3.  | «Echo»                          | 3:37     |  |
| 4.  | «Where the Skies End»           | 6:34     |  |
| 5.  | «Perfect Machine»               | 5:24     |  |
| 6.  | «Telekinetic»                   | 5:13     |  |
| 7.  | «Stratosphere»                  | 4:17     |  |
| 8.  | «Faultline»                     | 3:36     |  |
| 9.  | «Solstice»                      | 5:42     |  |
| 10. | «Trials»                        | 4:19     |  |
| 11. | «Waking Up»                     | 3:50     |  |
| 12. | «Other Worlds Than These»       | 4:18     |  |
| 13. | «Diving Bell»                   | 5:38     |  |

## Posicionamiento en lista
| Chart (2019)                            | Peak position |
| --------------------------------------- | ------------- |
| Australian Digital Albums (ARIA)        | 22            |
| Escocia (Scottish Albums Chart)         | 78            |
| Estados Unidos (Billboard 200)          | 37            |
| Estados Unidos (Top Hard Rock Albums)   | 4             |
| Estados Unidos (Top Alternative Albums) | 6             |
| Estados Unidos (Top Rock Albums)        | 7             |

## Personal
- Dustin Bates - voz principal, teclados, guitarras
- Brock Richards - guitarra, coros
- Ron DeChant - bajo, teclados, coros
- Adam Gilbert - batería